# Semawung (Purworejo)
Semawung is een bestuurslaag in het regentschap Purworejo van de provincie Midden-Java, Indonesië. Semawung telt 1949 inwoners (volkstelling 2010).